# Luna istoriei LGBT
Luna istoriei LGBT este un festival de istorie culturală a comunității LGBTI, de comemorare a drepturilor LGBTI si a drepturilor omului în general. Aceasta se desfășoară anual pe durata lunii februarie în România și alte opt țări europene. În Statele Unite, festivalul are loc în luna octombrie pentru a coincide cu Ziua Națională de Coming Out, 11 Octombrie. 
Potrivit ACCEPT:
„Festivalul este o invitație la cunoaștere, auto-cunoasere, descoperire și sărbătorire a diversității culturii și oamenilor LGBT.

Evenimentele din luna februarie se axează pe subiecte importante pentru comunitatea LGBT: auto-reprezentare, solidaritate, comunitate sau vizibilitate. ”—ACCEPT